# Amin al-Hafez
Amin Ismail al-Hafez oder Amine Hafez (arabisch أمين الحافظ, DMG Amīn al-Ḥāfiẓ; * 28. Januar 1926 in Tripolis; † 13. Juli 2009 in Beirut) war ein libanesischer Jurist und Politiker. Vom 25. April 1973 bis zum 21. Juni 1973 war er Premierminister des Libanon.
Amin wurde zur Zeit der französischen Mandatsherrschaft über Großlibanon als Sohn eines sunnitisch-muslimischen Stadtrates von Tripolis geboren. Er besuchte zunächst ein christliches Gymnasium in Tripolis, studierte dann Politik und Wirtschaft an der Universität Kairo, promovierte in Wirtschaftswissenschaft an der Amerikanischen Universität Beirut, ehe er schließlich in Lausanne in Rechtswissenschaften abschloss. Er besuchte auch die Haager Akademie für Völkerrecht. Zurück im Libanon arbeitete er ab 1954 zunächst als Ökonom, dann lehrte er als Professor für politische Ökonomie an der Libanesischen Universität. Erstmals 1960 und dann erneut 1964, 1968 und 1972 wurde er als Abgeordneter für Tripolis in die libanesische Nationalversammlung gewählt. Ab 1965 war er zunächst Vorsitzender des Parlamentsausschusses für Außenpolitik, 1971 dann stellvertretender Vorsitzender des außenpolitischen Ausschusses der Interparlamentarischen Union.
Als nach dem israelischen Angriff auf Palästinenser in Beirut im April 1973 der libanesische Premierminister Saeb Salam zurücktrat, wurde Hafez vom Präsidenten Suleiman Frangieh mit der Bildung einer neuen Regierung beauftragt. Saeb war zurückgetreten, nachdem es ihm nicht gelungen war, den vom Präsidenten geschützten maronitisch-christischen Armeechef, der keinen Widerstand geleistet hatte, auszuwechseln. Hafez übernahm als Regierungschef gleichzeitig auch die Funktionen des Gesundheitsministers und des Informationsministers.
Hafez’ Versuch, eine neue Regierung unter Einschluss linker Politiker zu bilden, scheiterte sowohl am Widerstand seiner konservativen sunnitischen Konkurrenten Saeb Salam und Raschid Karami als auch des linken Drusenführers Kamal Dschumblat. Gleichzeitig brachen Kämpfe zwischen Palästinensern und libanesischen Armeeeinheiten aus. Bereits am 8. Mai versuchte Hafez zurückzutreten, was vom Präsidenten zunächst abgelehnt wurde. Als jedoch der Mufti und die obersten sunnitischen Kleriker zum Widerstand gegen Hafez aufriefen und ihm die sunnitischen Minister seiner Regierung daraufhin Unterstützung und Vertrauen entzogen, trat Hafez nach nur zwei Monaten im Amt schließlich zurück. Da infolge des 1975 endgültig ausbrechenden Libanesischen Bürgerkrieges das (zuletzt 1972 gewählte) Parlament erst 1992 wieder neu gewählt werden konnte, blieb Hafez bis zur Parlamentswahl 1996 weiterhin im libanesischen Parlament vertreten.
Al-Hafez starb im Alter von 83 Jahren nach einem langjährigen Kampf gegen eine chronische Krankheit, die der Öffentlichkeit nicht bekannt gemacht worden war.